# Jean Lalemandet
Jean Lalemandet ou Lallemandet (Besançon, 1595 — Prague, 1647) est un religieux et théologien francs-comtois.

## Biographie
Jean Lalemandet est né en 1595 à Besançon. Il fait profession religieuse dans l'ordre des Minimes ; il enseigne la théologie dans plusieurs collèges du Saint-Empire romain germanique ; en 1641, il est nommé provincial de l'ordre, chargé de la Haute-Allemagne, de la Bohême et de la Moravie. Il meurt à Prague le 10 novembre 1647.
Il a publié plusieurs ouvrages de théologie ; le plus connu est un Cours de théologie en latin, publié à Munich en 1645 et réimprimé en 1656 à Lyon, comparant les positions métaphysiques entre les disciples de Jean Duns Scot et Thomas d'Aquin et les thomistes ; ses conclusions sont notamment remarquées par Juan Caramuel y Lobkowitz. Son Cursus philosophicus est aussi cité dans la correspondance de Guy Patin : dans une lettre de Patin à Charles Spon ; dans une lettre reçue d'André Falconet (1611-1681).

## Publications
- Decisiones philosophicae in quibus late proponuntur, ac discutiuntur praesertim occurentes controversiae inter Thomistas, ac Scotistas, Munich, héritiers de Cornelius Leyserius, 1644-1645, in-folio.
- Cursus philosophicus complectens lateque discutiens controversias omnes a logicis, physicis, metaphysicisque agitari solitas, praesertim quae thomisticae, scoticae et nominalium scholis sudorem cient ... Editio novissima, Lyon, Laurent Anisson, 1656, in-folio Lire en ligne sur Gallica.
- Cursus theologici, in quo discussis hinc inde Thomistarum, & Scotistarum praecipuis fundamentis decisive sententia pronuntiatur, Lyon, Claude Prost, 1656, in-folio.
- Tractatus theologicus de Dei natura, eius attributis et trinitate personarum, Lyon, 1661.